# Pidhirne, Ciutove
Pidhirne (în ucraineană Підгірне) este un sat în comuna Nova Kociubeiivka din raionul Ciutove, regiunea Poltava, Ucraina.

## Demografie
Componența lingvistică a localității Pidhirne
     Ucraineană (93,67%)
     Rusă (6,33%)
Conform recensământului din 2001, majoritatea populației localității Pidhirne era vorbitoare de ucraineană (93,67%), existând în minoritate și vorbitori de rusă (6,33%).